# Vasco Moulian
Vasco Moulian Herrera (Santiago, 7 de junio de 1972) es un actor, empresario, director y guionista de teatro y presentador de televisión chileno. 

## Biografía
Es hijo del historiador Luis Moulian Emparanza y sobrino del sociólogo Tomás Moulian.

## Carrera profesional
Actuó en algunas teleseries de Canal 13, como Adrenalina y Playa salvaje, entre 1995 y 2001.
En 2002 asumió la producción ejecutiva y dirección del área infantil de Canal 13. Entre 2008 y el 2 de julio de 2009, además, fue director de Programación de dicha estación, donde impulsó notables y controversiales cambios en la parrilla televisiva, implementando un esquema de "televisión flexible", cambiando ciertos programas por otros en función del rating, basado en los rellenos de "baches horarios" que realizan Telefe y Televisa, pero con más saña que los anteriores. Si bien en un principio esto le traía buenos resultados de audiencia, desde fines de marzo el abuso de este esquema a base de repeticiones del reality 1810 y de las "megamaratones" de Los Simpson, le jugaron en contra y fueron cuestionados dentro del mismo canal.
Este esquema hizo que se generase repudio en la teleaudiencia fiel, acentuados con la censura de Un país serio y por intentar emitir un reportaje en extremo polémico que al final no se emitió por decisión del consejo superior del canal en Contacto a los padres de Diego Schmidt-Hebbel. Esto último le hizo perder el apoyo de Mercedes Ducci y los superiores, renunciando el 2 de julio de 2009.
Fue director del magíster en Pedagogía Teatral en la Universidad del Desarrollo (2011).
Fue conductor del late show Sin Dios ni late, transmitido por el canal de cable Zona Latina, entre 2012 y 2014. 
En junio de 2018, se integró a la nueva edición del programa buscatalentos Rojo, como jurado invitado durante la fase de repechaje. Su participación no estuvo exento de críticas producto de sus evaluaciones.

## Carrera política
Nacido en una familia de izquierda (su tío es el sociólogo asociado a RD Tomás Moulian), al conocer al líder de la UDI, Joaquín Lavín, se hizo más afín a la derecha política.[cita requerida] En 2009 postularía a diputado por Valparaíso, Isla de Pascua y Juan Fernández como candidato de la UDI, pero un problema de salud obligó a bajar su candidatura.

## Filmografía

### Telenovelas
- 1995 - Amor a domicilio (Canal 13) - Justo Flores
- 1996 - Adrenalina (Canal 13) - Vicente Arredondo
- 1997 - Playa salvaje (Canal 13) - Tito Urzúa
- 1998 - Amándote (Canal 13) - Mariano Risopatrón
- 1999 - Cerro Alegre (Canal 13) - Ramón Valenzuela
- 2001 - Corazón pirata (Canal 13) - Omar Saud

### Cine
- 1996 - Bienvenida Casandra